# Arnica montana
Arnica montana é uma espécie de planta com flor pertencente à família Asteraceae. 
A autoridade científica da espécie é Lineu, tendo sido publicada em Species Plantarum 2: 884. 1753.

## Portugal
Trata-se de uma espécie presente no território português, nomeadamente os seguintes táxones infraespecíficos:
- Arnica montana subsp. atlantica - presente em Portugal Continental. Em termos de naturalidade é nativa da região atrás referida. Encontra-se protegida por legislação portuguesa ou da Comunidade Europeia, nomeadamente pelo Anexo V da Directiva Habitats.